# Eduard Lauchenauer
Eduard Lauchenauer (* 30. Juli 1897 in Meilen; † 26. Februar 1985 in Dornach; heimatberechtigt bis 1912 in Hundwil, dann in Stäfa) war ein Schweizer Journalist und Redaktor aus dem Kanton Appenzell Ausserrhoden.

## Leben
Eduard Lauchenauer war ein Sohn des Zimmermanns Johann Bartholome Lauchenauer und der Emilie Homberger. Von 1911 bis 1915 besuchte er das Seminar Küsnacht und war anschliessend Primarlehrer. Ab 1918 bis 1922 studierte er Literatur sowie Philosophie und erwarb den Doktortitel.
Von 1923 bis 1927 arbeitete Lauchenauer als Auslandredaktor des St. Galler Tagblatts. Von 1927 bis 1942 war er Inland- und Chefredaktor des Aargauer Tagblatts, dessen Verwaltungsrat er später angehörte. Von 1942 bis 1962 stand er dem Sekretariat der Aargauischen Handelskammer vor. Im Jahr 1955 war er Mitbegründer und bis 1967 Präsident der liberal-konservativen Studiengesellschaft für Wirtschafts- und Sozialfragen, deren Diskussionsergebnisse er regelmässig in Leitartikeln der Luzerner Neuesten Nachrichten veröffentlichte. Er verfasste ausserdem diverse wirtschaftshistorische Schriften.
Er war mit Erna Walder, der Tochter des Rechtsanwalts Rudolf Walder aus Uster, verheiratet.

## Werke (Auswahl)
- Heinrich Leutholds Leben. Müller & Sigler, Memmingen 1922. (Diss. Phil. I. Univ. Zürich).
- Deutschland schweizerisch gesehen! Ein Reisebericht aus dem Dritten Reich. Buchdruckerei Aargauer Tagblatt A.G., Aarau 1936.
- Die wirtschaftliche Entwicklung des Kantons Aargau seit der Gründung der Aargauischen Bank, 1855-1955. Ein Rückblick der Aargauischen Kantonalbank. Aarau 1956.